# Hazte un selfi
Hazte un selfi fue un programa de televisión español emitido en Cuatro de lunes a viernes en el horario de sobremesa. El programa comenzó sus emisiones el 5 de septiembre de 2016 y finalizó el 20 de enero de 2017 y fue presentado por Uri Sàbat y Adriana Abenia.

## Historia
Inicialmente, el programa era un talk-show pensado para jóvenes que podrían contar sus historias, temores, ilusiones y esperanzas a la pequeña pantalla. Su similitud con el programa El Diario de Patricia cosechó malas críticas y unos datos de audiencia pésimos, inferiores al 3% de share. Posteriormente, se cambió el formato para hacer zapping de la televisión de Mediaset, muy similar a Zapeando, su competencia directa en laSexta. Aun así, los datos de audiencia siguieron siendo muy malos. Esto pudo ser debido a que los contenidos zapeados eran únicamente de corazón, un tema que ya está presente en gran abundancia en todos los canales del grupo.
Se estrenó en Cuatro el 5 de septiembre de 2016 de la mano de Uri Sàbat, al que se le uniría Adriana Abenia el 17 de octubre.
A mediados de octubre de 2016 se dio la noticia de la incorporación de Laura Matamoros a modo de colaboradora, aunque finalmente fue una colaboración puntual. Es también en esa fecha cuando el programa empieza a tratar contenidos relacionados con la prensa del corazón.
A finales de noviembre, se incorpora Sara Escudero que hasta principios de verano estuvo trabajando en Zapeando, principal competidor de Hazte un selfi y al que duplicaba o triplicaba la audiencia (Hazte un selfi estaba en torno al 1%-3% de cuota de pantalla, mientras que la audiencia de Zapeando estaba en torno al 8% de cuota de pantalla). Además la duración del programa aumentó de 45 minutos a 70 minutos.
A partir del 19 de diciembre de 2016, el programa cambió de horario, pasando de la sobremesa (15:50, competencia directa con Zapeando) a la tarde (19:30), puesto que, pese a los cambios, la audiencia había sido muy inferior a la esperada. También pasó de durar unos 70 minutos a solo 30 minutos.
El 19 de enero de 2017, y tras sus bajas audiencias en la nueva etapa, Mediaset anunció la cancelación del programa, por lo que se despidió de los espectadores el 20 de enero.

## Audiencia
Desde el día del estreno, Hazte un selfi estuvo en constante polémica por sus datos bajos de audiencia. Aunque con la incorporación de Adriana Abenia y Laura Matamoros el programa consiguió ir subiendo puntos, siguió estando bajo presión y pese a los continuos cambios de temática, horario, duración y colaboradores, la audiencia siempre fue a la baja hasta su definitiva cancelación.

## Temporadas
| Temporada | Temporada | Episodios | Estreno                 | Final               | Audiencia media | Audiencia media | Audiencia media |
| Temporada | Temporada | Episodios | Estreno                 | Final               | Espectadores    | Cuota           |                 |
| --------- | --------- | --------- | ----------------------- | ------------------- | --------------- | --------------- | --------------- |
|           | 1         | 94        | 5 de septiembre de 2016 | 20 de enero de 2017 | 286 000         | 2,4%            |                 |

### Temporada 1 (2016-2017)
| septiembre de 2016 | 390 000 | 3,2% |
| octubre de 2016    | 320 000 | 2,7% |
| noviembre de 2016  | 270 000 | 2,6% |
| diciembre de 2016  | 250 000 | 2%   |
| enero de 2017      | 200 000 | 1,6% |

- Máximo de audiencia: 466 000 y 3,9% (17/10/2016)
- Mínimo de audiencia: 216 000 y 1,8% (3/1/2017)

## Equipo técnico

### Presentadores
- Uri Sàbat
- Adriana Abenia

### Colaboradores
- Pitty Bernad (2016) - Dj y colaboradora de televisión.[14]
- Laura Matamoros (2016) - Hija de Kiko Matamoros y Marian Flores y ganadora de Gran Hermano VIP.
- Sara Escudero (2016 - 2017) - Presentadora y colaboradora de televisión.

### Invitados
Además el programa cuenta cada día con invitados famosos:
- Mercedes Milá
- Carlos Lozano
- Jorge Cremades
- Arévalo
- Francisco Nicolás Gómez Iglesias
- Raúl Balilla
- Gemeliers
- Gisela
- Risto Mejide
- Yurena